# Nhà môi trường học

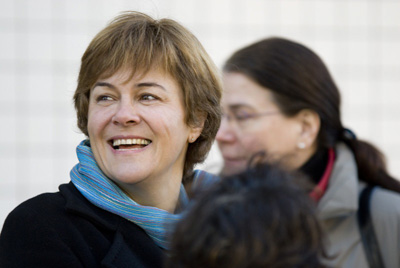
Dominique Voynet, 2008

Nhà môi trường học là người quan tâm và/hoặc ủng hộ việc bảo vệ môi trường. Một nhà môi trường học có thể được coi là người ủng hộ các mục tiêu của phong trào môi trường, "một phong trào chính trị và đạo đức nhằm cải thiện và bảo vệ chất lượng của môi trường tự nhiên thông qua những thay đổi đối với các hoạt động có hại cho môi trường của con người". Một nhà môi trường học tham gia hoặc tin vào triết lý của chủ nghĩa môi trường.
Những nhà môi trường học thỉnh thoảng được gọi bằng các cụm từ không trang trọng hoặc xúc phạm như "greenie" và "tree-hugger".

## Những nhà môi trường học tiêu biểu

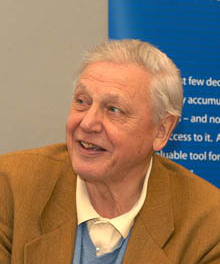
Ông David Attenborough, tháng 5 năm 2003

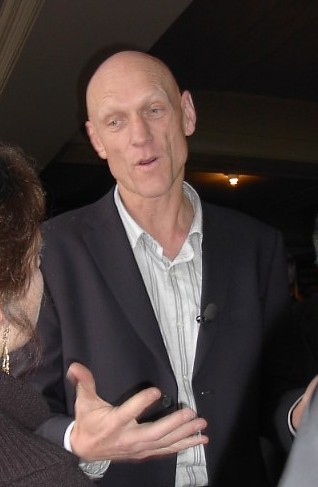
Peter Garrett đang vận động cho Cuộc bầu cử liên bang Australia năm 2004

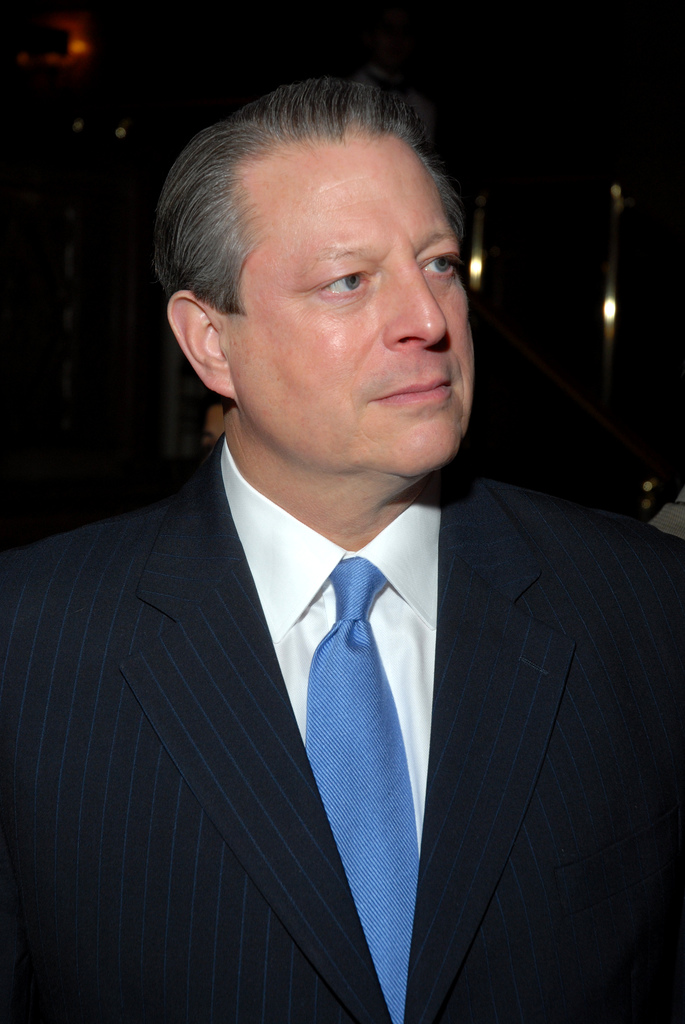
Al Gore, 2007

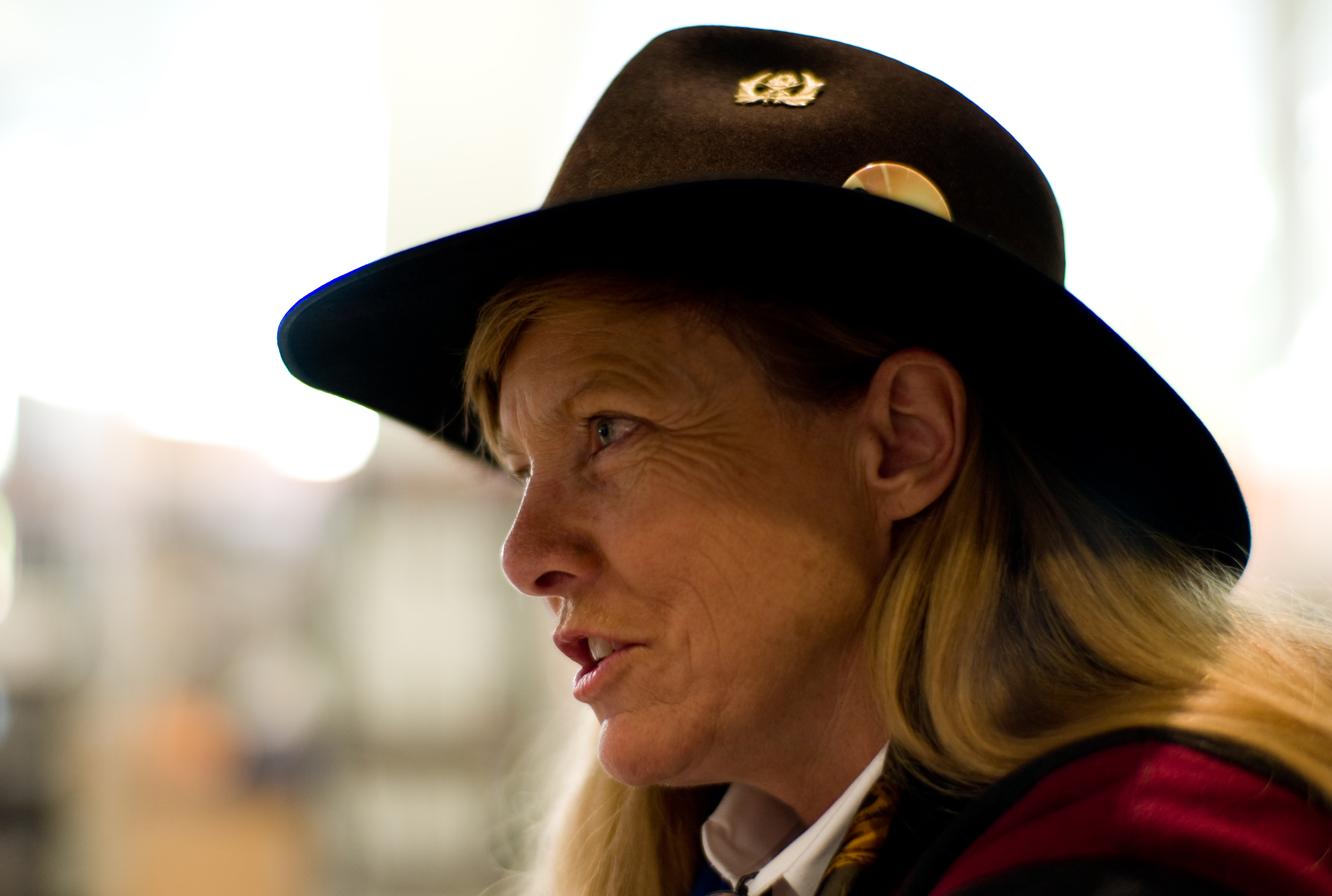
Hunter Lovins, 2007

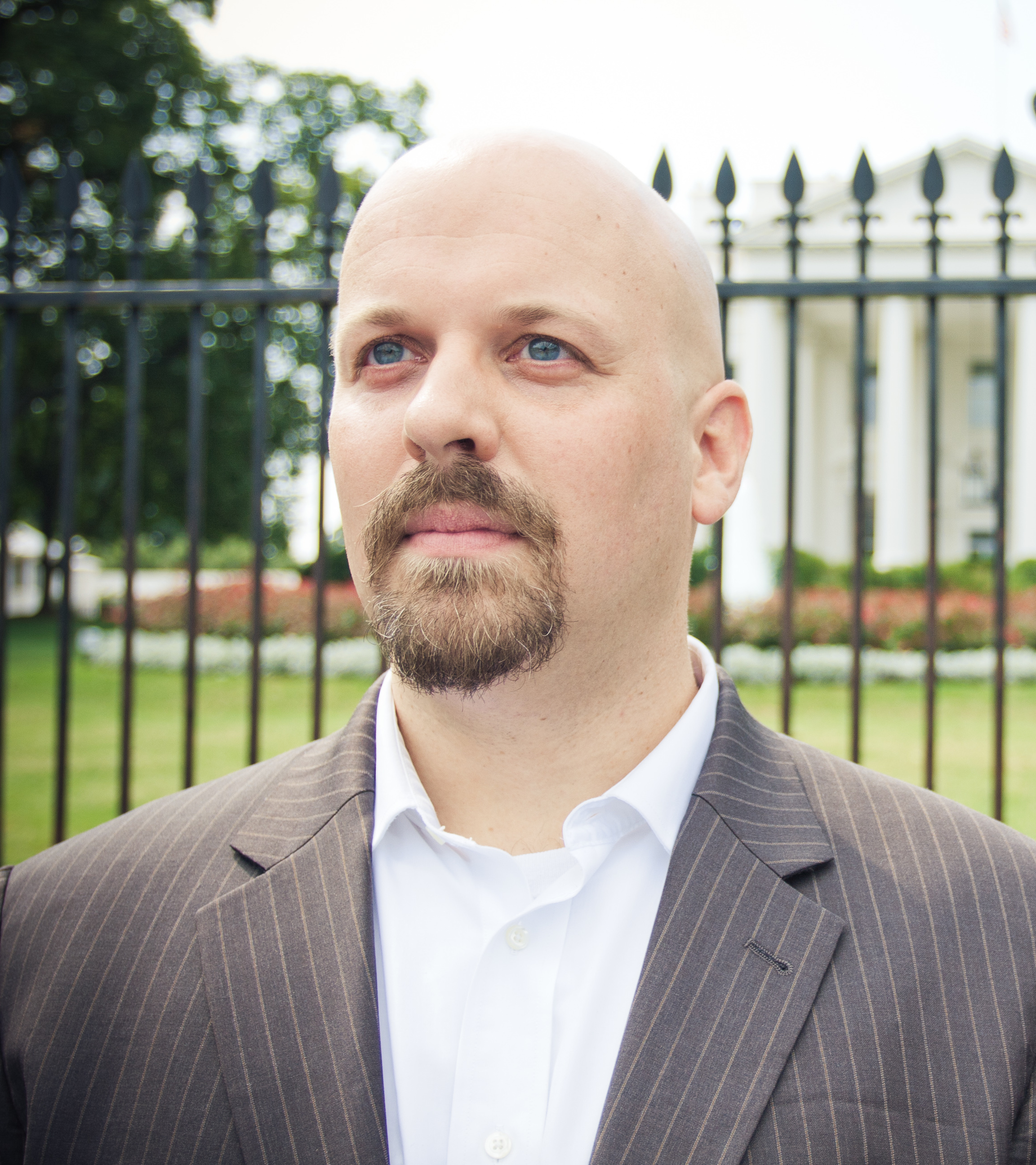
Phil Radford, 2011

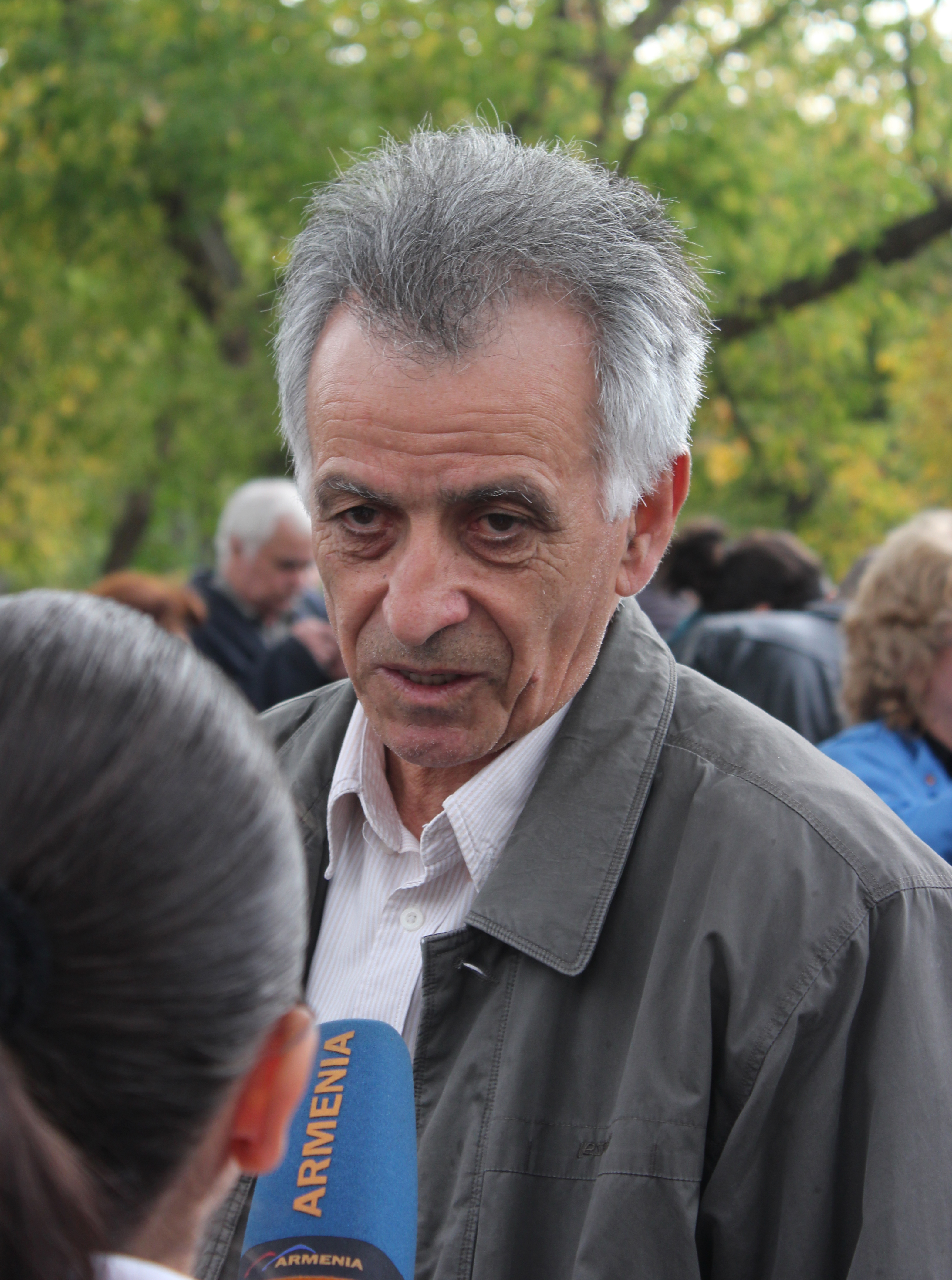
Hakob Sanasaryan đang vận động chống lại việc xây dựng trái phép một cơ sở chế biến quặng mới ở Sotk, năm 2011

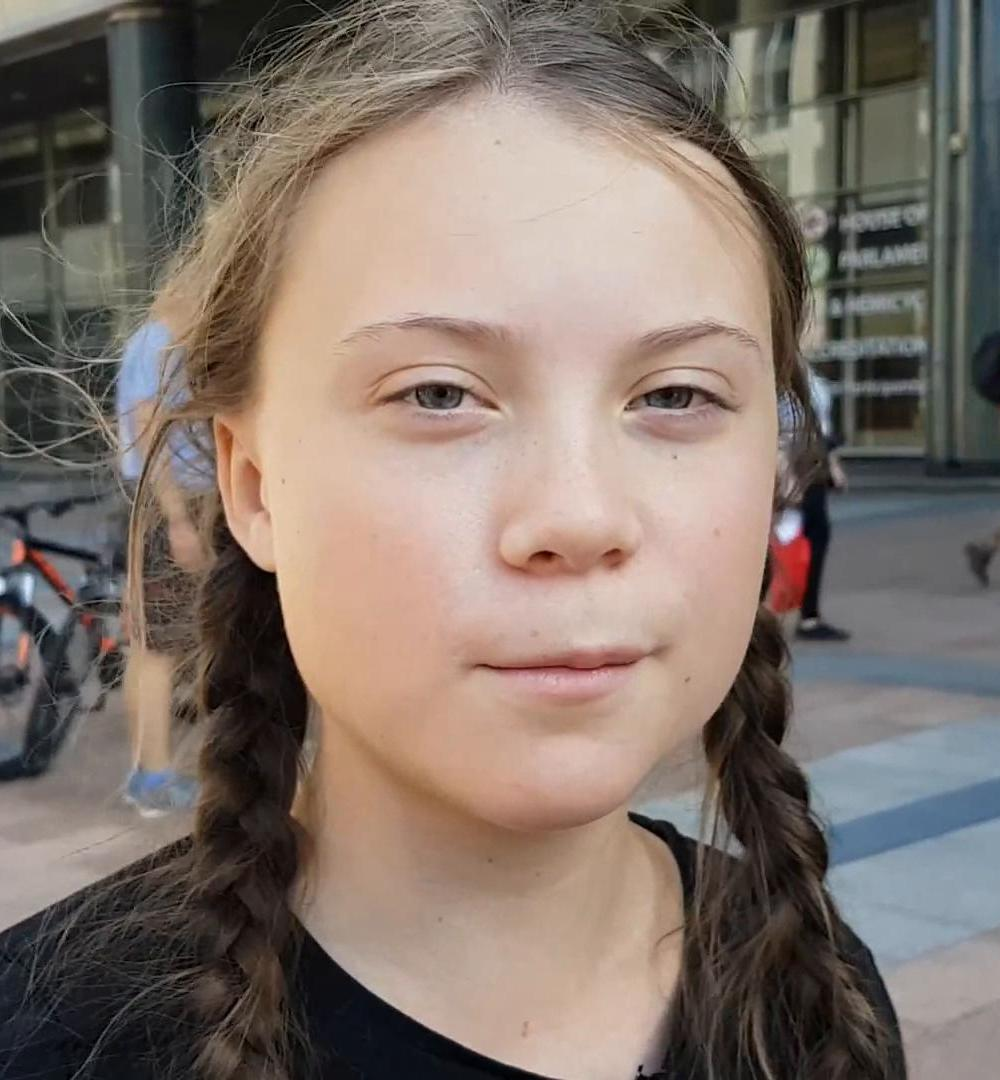
Greta Thunberg, 2018

Một số nhà môi trường tiêu biểu đã tích cực trong vận động bảo tồn và bảo vệ môi trường  bao gồm:
- Edward Abbey (nhà văn, nhà vận động, triết gia)
- Ansel Adams (nhiếp ảnh gia, nhà văn, nhà hoạt động)
- Bayarjargal Agvaantseren (Nhà bảo tồn người Mông Cổ)
- Qazi Kholiquzzaman Ahmad (nhà hoạt động môi trường và nhà kinh tế học của Bangladesh)
- David Attenborough (phát thanh viên, nhà tự nhiên học)
- John James Audubon (nhà tự nhiên học)
- Sundarlal Bahuguna (nhà môi trường học)
- Patriarch Bartholomew I (linh mục)
- David Bellamy (nhà thực vật học)
- Ng Cho-nam (nhà môi trường học Hong Kong và phó giáo sư Địa lý tại Đại học Hồng Kông)
- Wendell Berry (nông dân, triết gia)
- Chandi Prasad Bhatt (Nhà môi trường học trường phái Gandhi)
- Murray Bookchin (người vô chính phủ, triết gia, nhà sinh thái xã hội)
- Wendy Bowman (Nhà hoạt động môi trường người Australia)
- Stewart Brand (nhà văn, nhà sáng lập Whole Earth Catalog)
- David Brower (nhà văn, nhà hoạt động)
- Lester Brown (nhà môi trường học)
- Kevin Buzzacott (nhà hoạt động văn hóa thổ dân)
- Michelle Dilhara (diễn viên)
- Helen Caldicott (bác sĩ y khoa)
- Joan Carling (Nhà bảo vệ nhân quyền người Phillipines)
- Rachel Carson (nhà sinh vật học, nhà văn)
- Charles, Hoàng tử xứ Wales
- Chevy Chase (nghệ sĩ hài)
- Barry Commoner (nhà sinh vật học, chính trị gia)
- Jacques-Yves Cousteau (nhà thám hiểm, nhà sinh thái học)
- Leonardo DiCaprio (diễn viên)
- Rolf Disch (nhà môi trường học và người tiên phong Năng lượng mặt trời)
- René Dubos (nhà vi sinh vật học)
- Paul R. Ehrlich (nhà sinh học dân số)
- Hans-Josef Fell (thành viên người Đức của Liên minh 90/Đảng Xanh)
- Jane Fonda (diễn viên)
- Mizuho Fukushima (chính trị gia, nhà hoạt động)
- Rolf Gardiner (người khôi phục miền nông thôn)
- Peter Garrett (nhạc sĩ, chính trị gia)
- Al Gore (chính trị gia, cựu Phó Tổng thống Hoa Kỳ)
- Tom Hanks (diễn viên)
- James Hansen (Nhà khoa học)
- Denis Hayes (nhà môi trường học và người ủng hộ Năng lượng mặt trời)
- Daniel Hooper, hay Swampy (Nhà hoạt động môi trường)
- Nicolas Hulot (nhà báo và nhà văn)
- Robert Hunter (nhà báo, đồng sáng lập và chủ tịch đầu tiên của Hòa bình xanh)
- Tetsunari Iida (người ủng hộ năng lượng bền vững)
- Jorian Jenks (nông dân người Anh)
- Naomi Klein (nhà văn, nhà hoạt động)
- Winona LaDuke (nhà môi trường học)
- A. Carl Leopold (nhà sinh lý học thực vật)
- Aldo Leopold (nhà sinh thái)
- Charles Lindbergh (phi công)
- James Lovelock (nhà khoa học)
- Amory Lovins (nhà phân tích chính sách năng lượng)
- Hunter Lovins (nhà môi trường học)
- Caroline Lucas (chính trị gia)
- Mark Lynas (nhà báo, nhà hoạt động)
- Kaveh Madani (nhà khoa học, nhà hoạt động)
- Xiuhtezcatl Martinez (nhà hoạt động)
- Peter Max (người thiết kế đồ họa)
- Michael McCarthy (nhà tự nhiên học, nhà báo, tác giả)
- Bill McKibben (nhà văn, nhà hoạt động)
- David McTaggart (nhà hoạt động)
- Mahesh Chandra Mehta (luật sư, nhà hoạt động môi trường)
- Chico Mendes (nhà hoạt động)
- George Monbiot (nhà báo)
- John Muir (nhà tự nhiên học, nhà hoạt động)
- Luke Mullen (diễn viên, nhà làm phim, nhà môi trường học/nhà hoạt động)
- Hilda Murrell (nhà thực vật học, nhà hoạt động)
- Ralph Nader (nhà hoạt động)
- Gaylord Nelson (chính trị gia)
- Eugene Pandala (kiến trúc sư, nhà môi trường học, người bảo tồn di sản văn hóa và thiên nhiên)
- Medha Patkar (nhà hoạt động)
- Alan Pears (cố vấn môi trường, người tiên phong về hiệu quả năng lượng)
- River Phoenix (diễn viên, nhạc sĩ, nhà hoạt động)
- Jonathon Porritt (chính trị gia)
- Phil Radford (người ủng hộ dân chủ, môi trường và năng lượng sạch, Giám đốc điều hành Hòa bình xanh)
- Bonnie Raitt (nhạc sĩ)
- Matthew Richardson (tác giả người Canada)
- Theodore Roosevelt (cựu Tổng thống Hoa Kỳ)[3]
- Hakob Sanasaryan (nhà hóa sinh học, nhà hoạt động)
- Ken Saro-Wiwa (nhà văn, người sản xuất truyền hình, nhà hoạt động)
- E. F. Schumacher (tác giả của Nhỏ là đẹp)
- Shimon Schwarzschild (nhà văn, nhà hoạt động)
- Vandana Shiva (nhà hoạt động môi trường)
- Gary Snyder (nhà thơ)
- Jill Stein (ứng cử viên tổng thống)
- Swami Sundaranand (người theo thuyết du già, nhiếp ảnh gia, tác giả và người leo núi)
- David Suzuki (nhà khoa học, phát thanh viên)
- Candice Swanepoel (người mẫu)
- Shōzō Tanaka (chính trị gia và nhà hoạt động)
- Henry David Thoreau (nhà văn, triết gia)
- Greta Thunberg (nhà hoạt động)
- J. R. R. Tolkien (nhà văn)
- Jo Valentine (chính trị gia và nhà hoạt động)
- Dominique Voynet (chính trị gia và nhà môi trường học)
- Harvey Wasserman (nhà báo, nhà hoạt động)
- Paul Watson (nhà hoạt động, nhà văn)
- Robert K. Watson (người ủng hộ môi trường, nhà sáng lập của LEED)
- Franz Weber (nhà bảo vệ môi trường và nhà hoạt động vì quyền lợi động vật)
- Henry Williamson (nhà tự nhiên học, nhà văn)
- Shailene Woodley (diễn viên)
- Władysław Zamoyski (Địa chủ người Ba Lan và nhà nghiên cứu cây nghiệp dư)

## Mở rộng
Trong những năm gần đây, không chỉ có những nhà bảo vệ môi trường tự nhiên, mà ngoài ra còn có những nhà môi trường bảo vệ môi trường con người. Ví dụ, các nhà hoạt động mà họ gọi:" tinh thần không gian xanh" bằng cách xóa bỏ những nhược điểm của Internet,  truyền hình cáp, điện thoại thông minh đã và đang được gọi là Nhà môi trường học thông tin".